# Айгульське озеро
Айгульське озеро, а також Велике Айгульське, Кирське, Великий Кирк (рос. Айгульское озеро, крим. Ayğul gölü, Айг'ул голю) — солоне озеро, розташоване в північно-східній частині Красноперекопського району; 3-е за площею озеро Криму. Площа водного дзеркала — 37,5 км². Тип загальної мінералізації — солоне. Походження — лиманове. Група гідрологічного режиму — безстічне.

## Географія
Входить до Перекопської групи озер, де є найбільшим. Довжина — 18 км. Ширина середня — 2,0 км, найбільша — 4,5 км. Глибина середня — 2 м, найбільша — 4,5 м. Висота над рівнем моря — −0,1 м (уріз води на північному березі). Озеро не використовується. Найближчі населені пункти: село Червоноармійське розташоване на західному березі; села Новоолександрівка та Багачівка — південніше від озера, Томашівка — східніше. Також біля озера розташовано 4 зниклі села: Комишівка — північніше від озера, Якіш-Кашкара — західніше, Дністрівка, Ас та Найман — східніше.
Озеро має неправильну довгасто-овальну форму, витягнуто в напрямку з північного заходу на південний схід. Південна частина улоговини звужена, північна розширена. Протяжність з півночі на схід перевищує протяжність із заходу на схід приблизно в дев'ять разів. Живлення: підземні води Причорноморського артезіанського басейну, скидні та дренажні води. Загальна площа водозбору озера 213 км². Води надходять в озеро Айгульске по спрямлених руслах річок Неточна (ГК-19) (площа водозбору 105 км²), Цілинна (ГК-20), Сиваш (ГК-21) та балці Вигонна (СК-1). Берегова лінія північної частини озера та острови на півночі озера місцями обривисті, без пляжів, висотою 2, 3 і 6 м. На берегах гніздяться птахи, оскільки воно як і Кирлеуцьке не забруджнене відходами хімічної промисловості, на відміну від інших озер Перекопської групи. По центру від центру на південь озера розташовані острова майорська, на найбільшому з них розташований артезіанський колодязь потужністю 5000 л/ч.

## Етимологія
Айгульское або Кирське озеро:АІ — місяць; ай, Айя — в древнетюркської мові «почитати» (співзвучно з гр. АІ — святий); кирк — РПІ ногайців, каракалпаків; мабуть, у назві Кирське загублений звук «к»